# Melara
Melara település Olaszországban, Veneto régióban, Rovigo megyében. Lakosainak száma 1675 fő (2023. január 1.). Melara Borgocarbonara, Cerea, Bergantino és Ostiglia községekkel határos.

## Népesség
A település lakossága az elmúlt években az alábbi módon változott:
| Lakosok száma | 1799 | 1762 | 1675 |
|               | 2017 | 2018 | 2023 |